# نباتات كبدية
النباتات الكبدية (الاسم العلمي: Marchantiophyta) (بالإنجليزية: Liverworts)‏ هي شعبة من النباتات تتبع فرع النباتات الجنينية. تمتلك النباتات الكبدية دورة حياة تسيطر عليها الأمشاج، تحمل فيها خلايا النبات مجموعة مفردة من المعلومات الجينية.

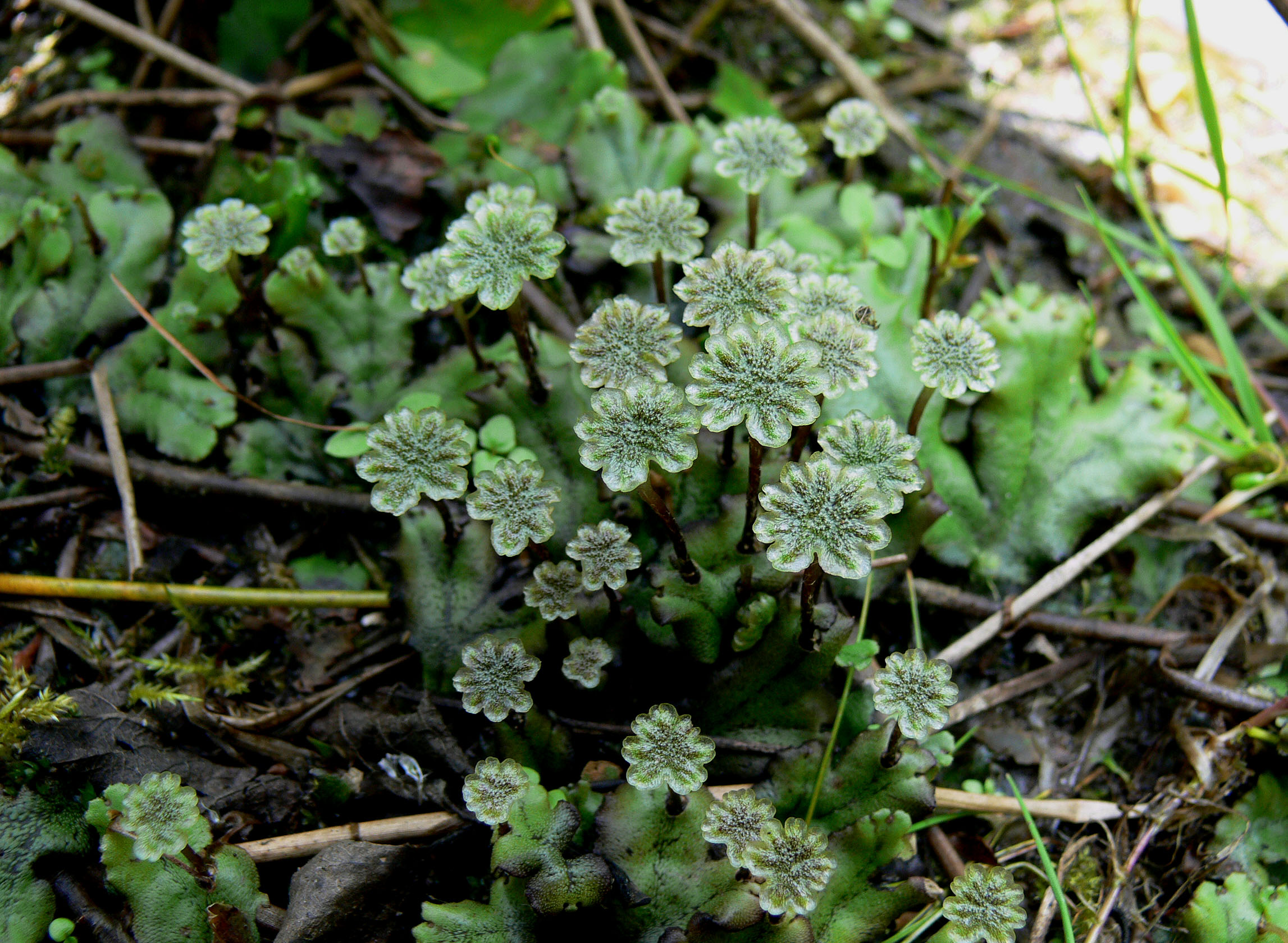
حشيشة الكبد

ومن المقدر أن هناك حوالي 9000 نوع من حشيشة الكبد. وتنمو مجموعة من أشهر هذه الأنواع في شكل مشرة مسطحة بدون أوراق، إلا أن معظم الأنواع تحتوي على أوراق ذات شكل يشبه إلى حد كبير الطحالب المسطحة. ويمكن تمييز الأنواع ذات الأوراق من الطحالب التي تبدو متشابهة على أساس مجموعة من السمات، بما في ذلك شبيه الجذر أحادي الخلايا. وتختلف نباتات حشيشة الكبد ذات الأوراق كذلك عن أغلب الطحالب (ولكن ليس كلها) في أن أوراقها لا تحتوي على ضلع الورقة (الموجود في العديد من الطحالب) ويمكن أن تحمل أهدافًا هامشية (نادرة للغاية في الطحالب). والفروقات الأخرى ليست عامة بالنسبة لكل الطحالب ونباتات حشيشة الكبد، إلا أن وجود الأوراق المرتبة في ثلاثة صفوف ووجود الفصوص العميقة أو الأوراق المقسمة أو عدم وجود الجذع والأوراق التي يمكن تمييزها بوضوح كلها تشير إلى كون هذا النبات من ضمن نباتات حشيشة الكبد.
وتتسم نباتات حشيشة الكبد بأنها صغيرة في شكلها النموذجي، وغالبًا ما يكون عرضها بين 2 إلى 20 مم، في حين أن النباتات المفردة يكون طولها أقل من 10 سم، وبالتالي فإنها لا تكون ملحوظة في الغالب. ومع ذلك، يمكن أن تغطي أنواع معينة مساحات كبيرة من الأراضي أو الصخور أو الأشجار أو أية ركائز أخرى تتسم بالثبات بشكل معقول ويمكن أن تتواجد عليها هذه الأنواع. وهي تنتشر على الصعيد العالمي في كل المواطن المتاحة تقريبًا، وتنتشر في أغلب الأحيان في المواقع الرطبة رغم أن هناك أنواعًا منها تنمو في الصحراء وفي المناطق القطبية الشمالية كذلك. ويمكن أن تصبح بعض الأنواع مصدرًا للإزعاج في الصوبات الزراعية المظللة أو أعشاب في الحدائق.

## التصنيف
- الطائفة الكبدانية
  - تحت طائفة (الاسم العلمي: Blasiidae)
  - رتبة (الاسم العلمي: Blasiales)
  - تحت طائفة الكبدانيات
    - رتبة الكبديات
      - رتيبة الكبداويات
        - الفصيلة الكبدية
          - جنس حشيشة الكبد

    - رتبة (الاسم العلمي: Sphaerocarpales)
    - رتبة (الاسم العلمي: Monocleales)
    - رتبة (الاسم العلمي: Lunulariales)
    - رتبة (الاسم العلمي: Neohodgsoniales)
- الطائفة الجنغرمنانية
  - تحت طائفة الجنغرمنانيات
    - رتبة الجنغرمنيات
      - رتيبة الجنغرمنونيات
        - الفصيلة المغرافية
          - جنس المغرافة

## وصلات خارجية
- Picture Gallery of Mosses & Liverworts
- Liverwort structure in pictures
- Liverwort classification scheme
- LiToL: Assembling the Liverwort Tree of Life (note: for 500,000 million years ago read "480 million years ago".)
- Inter-relationships of Mosses, Liverworts, and Hornworts
- Moss-Liverwort connection
- Additional information on Liverworts
- Liverworts